# Alberto Pellegrino
Alberto Pellegrino (Tunisz, 1930. május 20. – Milánó, 1996. március 9.) olimpiai és világbajnok olasz tőr- és párbajtőrvívó.